# Rauville-la-Bigot
Pour les articles homonymes, voir Rauville et Bigot.
Rauville-la-Bigot est une commune française située dans le département de la Manche en région Normandie, peuplée de 1 091 habitants.

## Géographie

### Localisation
Les communes limitrophes sont Breuville, Bricquebec-en-Cotentin, Bricquebosq, Brix, Grosville et Sottevast.

### Hydrographie
La commune est située dans le bassin Seine-Normandie. Elle est drainée par la Douve, le ruisseau Caudiere, le ruisseau des Montvasons, le cours d'eau 01 de Belleville, le cours d'eau 01 des Montvasons, le cours d'eau 01 du Pont Vincent, le cours d'eau 01 du Quenillet, le cours d'eau 02 de la Pente, le cours d'eau 02 de Saint-Laurent, le cours d'eau 03 du Pommeret, le cours d'eau 04 de la Pont Vincent, le fossé 01 de la Croix Jean Eloi et un autre petit cours d'eau,.
La Douve, d'une longueur de 79 km, prend sa source dans la commune de Tollevast et se jette dans la baie de Seine à Carentan-les-Marais, après avoir traversé 28 communes. Son débit moyen mensuel est de 1,29 m3/s. Le débit moyen journalier maximum est de 19,4 m3/s, atteint lors de la crue du 2 janvier 2024. Le débit instantané maximal est quant à lui de 34,1 m3/s, atteint le 11 décembre 2017.

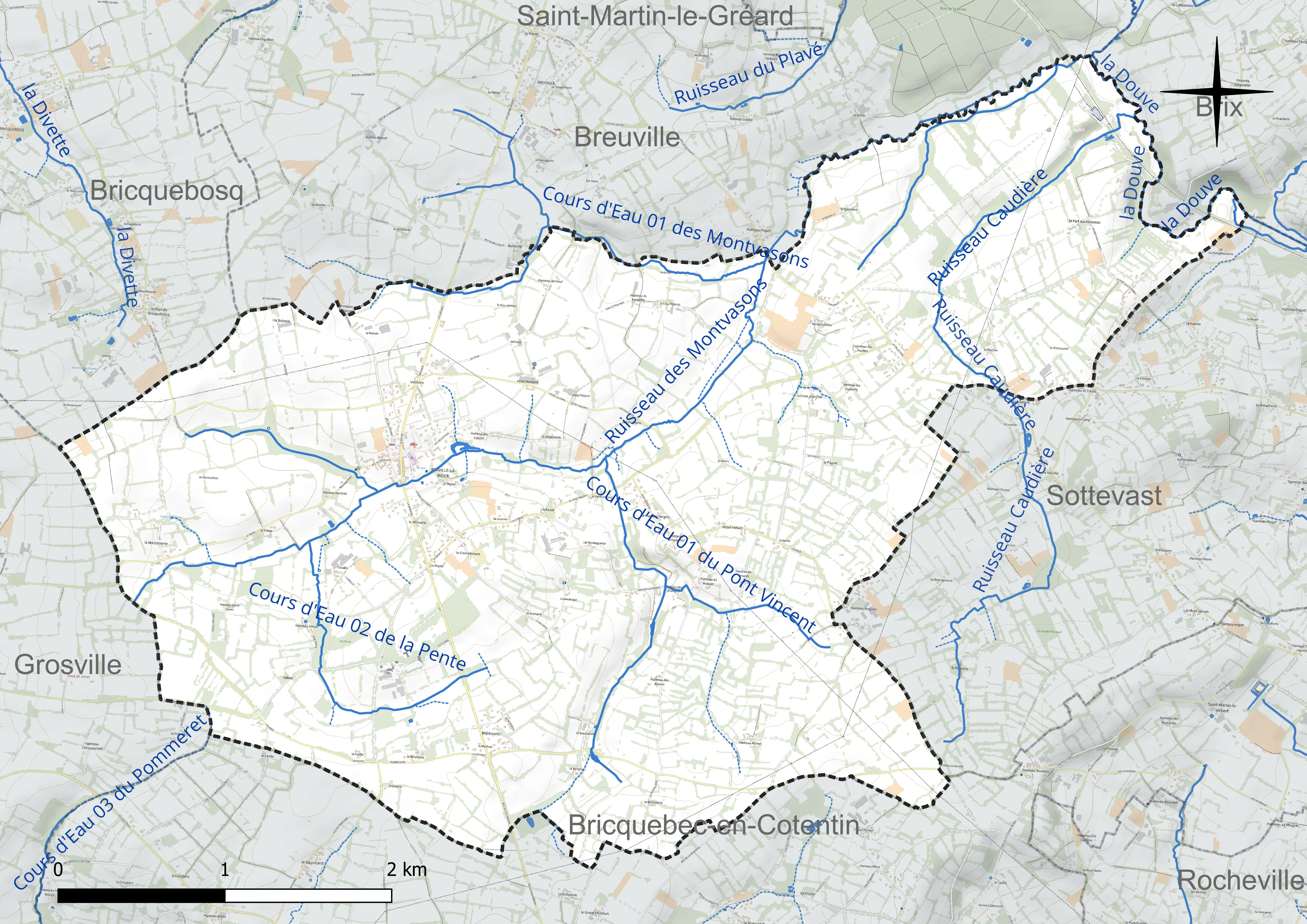
Réseau hydrographique de Rauville-la-Bigot.

### Climat
Pour des articles plus généraux, voir Climat de la Normandie et Climat de la Manche.
En 2010, le climat de la commune est de type climat océanique franc, selon une étude du CNRS s'appuyant sur une série de données couvrant la période 1971-2000. En 2020, Météo-France publie une typologie des climats de la France métropolitaine dans laquelle la commune est exposée à un climat océanique et est dans la région climatique  Normandie (Cotentin, Orne), caractérisée par une pluviométrie relativement élevée (850 mm/a) et un été frais (15,5 °C) et venté. Parallèlement le GIEC normand, un groupe régional d’experts sur le climat, différencie quant à lui, dans une étude de 2020, trois grands types de climats pour la région Normandie, nuancés à une échelle plus fine par les facteurs géographiques locaux. La commune est, selon ce zonage, exposée à un « climat maritime », correspondant au Cotentin et à l'ouest du département de la Manche, frais, humide et pluvieux, où les contrastes pluviométrique et thermique sont parfois très prononcés en quelques kilomètres quand le relief est marqué.
Pour la période 1971-2000, la température annuelle moyenne est de 10,9 °C, avec une amplitude thermique annuelle de 11,2 °C. Le cumul annuel moyen de précipitations est de 958 mm, avec 14,8 jours de précipitations en janvier et 8,3 jours en juillet. Pour la période 1991-2020, la température moyenne annuelle observée sur la station météorologique la plus proche, située sur la commune de Cherbourg-en-Cotentin à 14 km à vol d'oiseau, est de 12,1 °C et le cumul annuel moyen de précipitations est de 963,9 mm,. Pour l'avenir, les paramètres climatiques de la commune estimés pour 2050 selon différents scénarios d’émission de gaz à effet de serre sont consultables sur un site dédié publié par Météo-France en novembre 2022.

## Urbanisme

### Typologie
Au 1er janvier 2024, Rauville-la-Bigot est catégorisée commune rurale à habitat dispersé, selon la nouvelle grille communale de densité à sept niveaux définie par l'Insee en 2022.
Elle est située hors unité urbaine.
Par ailleurs la commune fait partie de l'aire d'attraction de Cherbourg-en-Cotentin, dont elle est une commune de la couronne,. Cette aire, qui regroupe 77 communes, est catégorisée dans les aires de 50 000 à moins de 200 000 habitants,.

### Occupation des sols
L'occupation des sols de la commune, telle qu'elle ressort de la base de données européenne d’occupation biophysique des sols Corine Land Cover (CLC), est marquée par l'importance des territoires agricoles (96,6 % en 2018), une proportion sensiblement équivalente à celle de 1990 (96,9 %).
La répartition détaillée en 2018 est la suivante : prairies (58,3 %), terres arables (30,7 %), zones agricoles hétérogènes (7,6 %), zones urbanisées (1,8 %), espaces verts artificialisés, non agricoles (1,6 %).

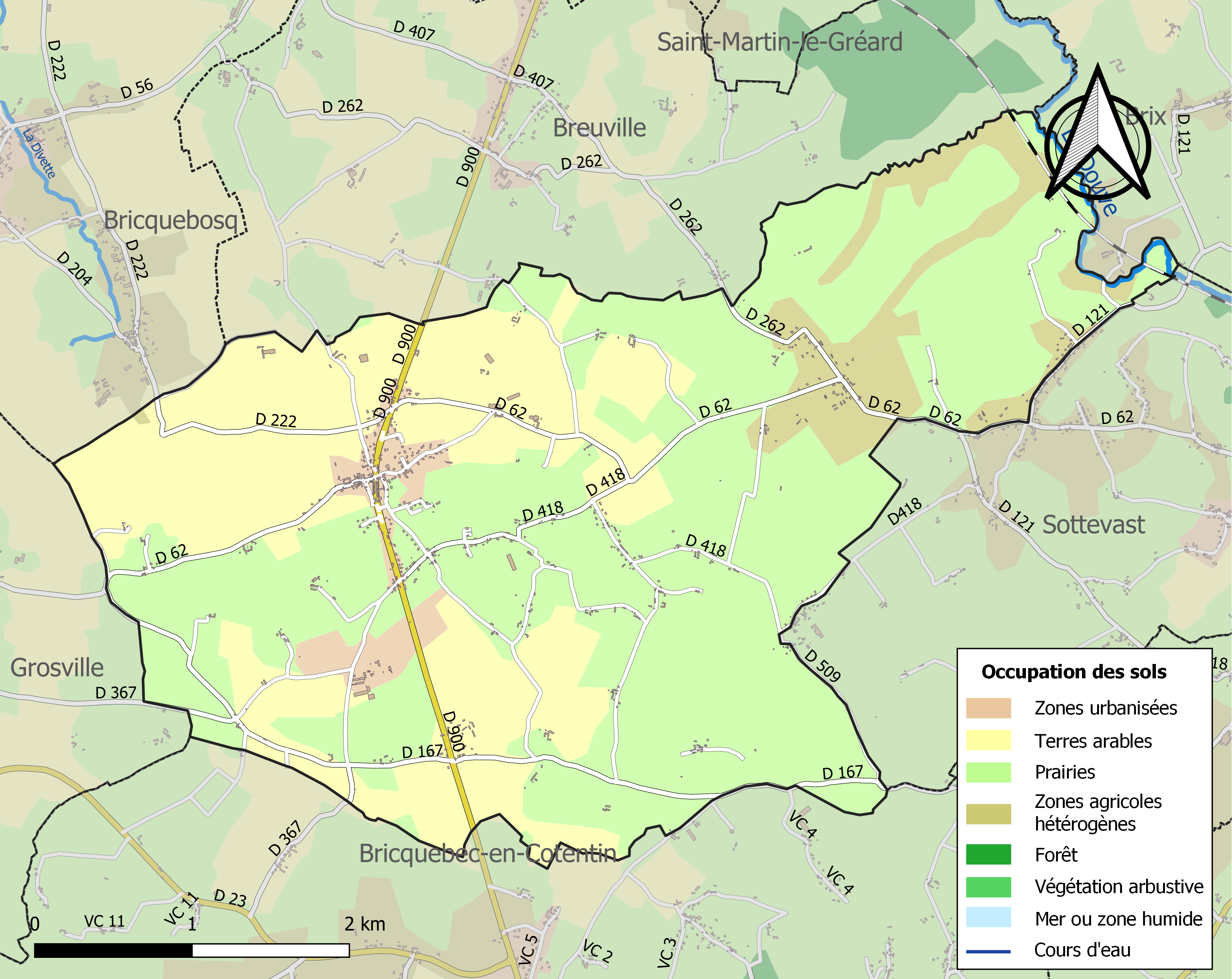
Carte des infrastructures et de l'occupation des sols de la commune en 2018 (CLC).

L'évolution de l’occupation des sols de la commune et de ses infrastructures peut être observée sur les différentes représentations cartographiques du territoire : la carte de Cassini (XVIIIe siècle), la carte d'état-major (1820-1866) et les cartes ou photos aériennes de l'IGN pour la période actuelle (1950 à aujourd'hui).

## Toponymie
Le nom de la localité est attesté sous les formes Rodulfi villa vers l'an 1000, Radulfivilla en 1042 et de Radulphivilla en 1332.
Le toponyme serait issu d'un anthroponyme germanique tel que Radulf ou Radulfus, et de l'ancien français ville dans son sens originel de « domaine rural » issu du latin villa rustica. Quant au mot Bigot, c'était le nom d'une puissante famille en Angleterre et en Normandie. Un certain Roger Bigot aurait été en 1066 l'un des compagnons de Guillaume le Conquérant et l'un des conseillers d'Henri Ier Beauclerc. En ancien français, l'article défini pouvait avoir l'usage de démonstratif : « Rauville, celle de Bigot ».

## Histoire

### Temps modernes
En 1567, Jehan d'Esquey, sieur de Rauville, est taxé pour ce fief de 100 solz dans le rôle des nobles et roturiers, au titre du ban et de l'arrière ban de la vicomté de Coutances, réalisé par Gilles Dancel, seigneur d'Audouville, lieutenant général du bailli de Cotentin, tenu à Coutances les 20-22 octobre.

### Époque contemporaine
En 1902, la laiterie de Rauville-la-Bigot est construite par le maire de la commune et châtelain de la Chesnée, Raymond Le Marchand (1859-1932). Ce fut la première laiterie de la région à fabriquer des camemberts à l'échelle industrielle. Pendant la Seconde Guerre mondiale, cette laiterie était la seule à fonctionner, les autres ayant été partiellement ou entièrement détruites par des bombardements.

## Politique et administration
| Période                                  | Période  | Identité                                       | Étiquette | Qualité             |
| ---------------------------------------- | -------- | ---------------------------------------------- | --------- | ------------------- |
| 1794                                     | 1795     | Pierre Le Melletier des Vagands                |           |                     |
| 1795                                     | 1803     | Claude Antoine Ébinger                         |           | Prêtre              |
| 1803                                     | 1807     | Pierre Michel Brisset du Longprey              |           | Cultivateur         |
| 1808                                     | 1816     | Pierre Louis Gautier Brisset du Grandprey      |           |                     |
| 1816                                     | 1816     | Marin Pellerin                                 |           |                     |
| 1817                                     | 1821     | Nicolas Hamel Descroutes                       |           | Cultivateur         |
| 1821                                     | 1822     | Pierre Louis Gautier Brisset du Grandprey      |           |                     |
| 1823                                     | 1830     | Auguste Médéric Louis Lucas de Saint-Luc       |           | Propriétaire        |
| 1831                                     | 1848     | Jean Guillaume François Pellerin Deslongchamps |           | Cultivateur         |
| 1848                                     | 1949     | Pierre François Brisset des Lignières          |           | Cultivateur         |
| 1849                                     | 1852     | Grégoire François Aimable Moulin               |           | Cultivateur         |
| 1852                                     | 1859     | Jean Guillaume François Pellerin Deslongchamps |           | Cultivateur         |
| 1859                                     | 1871     | Pierre François Désiré Bigard                  |           |                     |
| 1871                                     | 1876     | Marin Pellerin                                 |           | Cultivateur         |
| 1876                                     | 1887     | Jules Le Marchand                              |           | Propriétaire        |
| 1887                                     | 1906     | Raymond Félix Marie Le Marchand                |           | Propriétaire        |
| 1906                                     | 1907     | Marin Pellerin                                 |           | Cultivateur         |
| 1907                                     | 1909     | Raymond Félix Marie Le Marchand                |           | Propriétaire        |
| 1909                                     | 1912     | Joseph Bauër                                   |           |                     |
| 1912                                     | 1933     | Henri Alexandre Auguste Moulin                 |           | Fermier             |
| 1933                                     | 1945     | Henri Moulin                                   |           |                     |
| 1945                                     | 1968     | Ferdinand Jean-Baptiste Delsart                |           |                     |
| 1968                                     | 1989     | François Lejeune                               |           |                     |
| 1989                                     | 2001     | Michel Lecoffre                                |           | Commerçant          |
| 2001                                     | En cours | Hubert Lefèvre                                 |           | Technicien agricole |
| Les données manquantes sont à compléter. |          |                                                |           |                     |

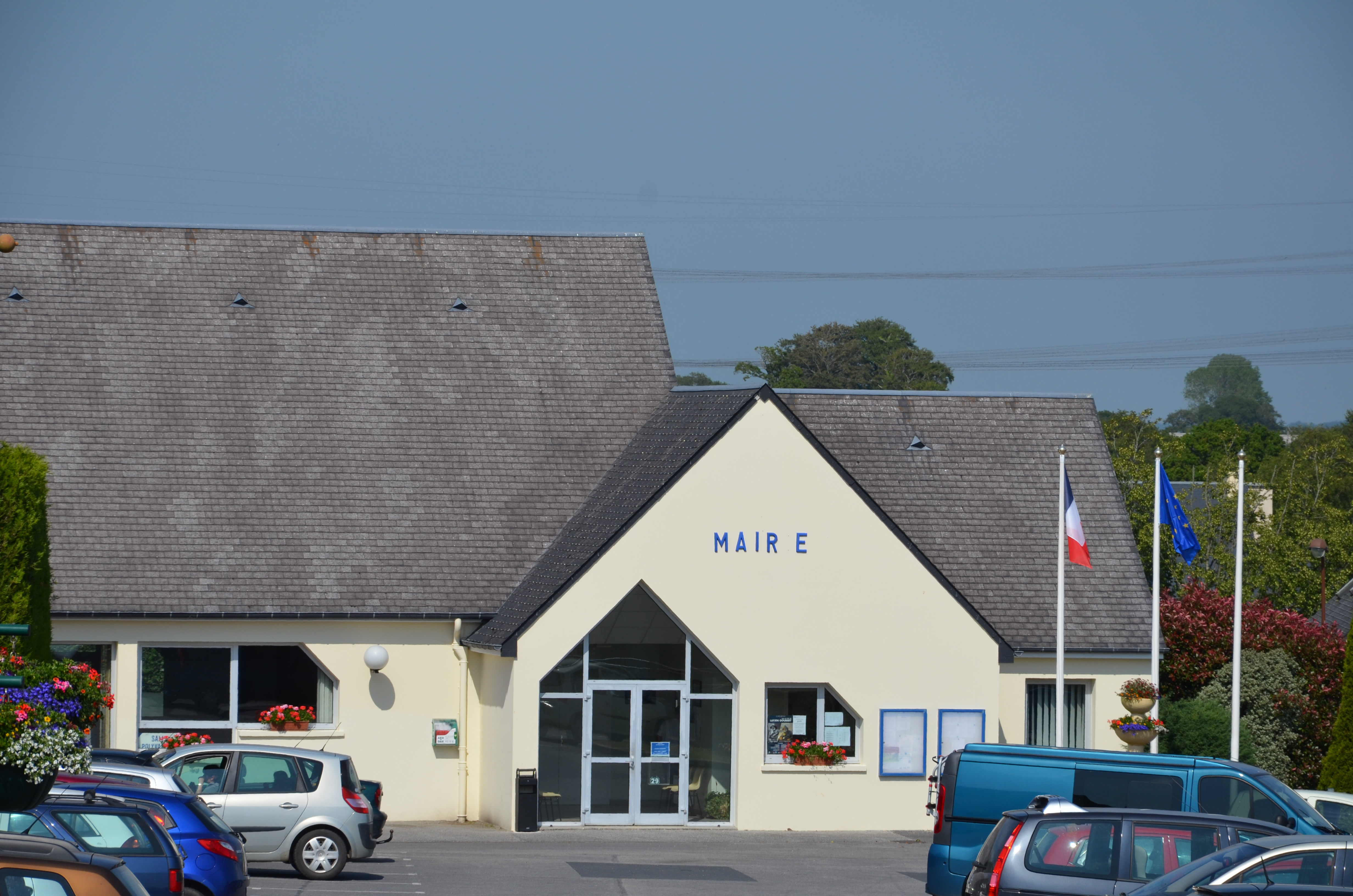
La mairie.

Le conseil municipal est composé de quinze membres dont le maire et deux adjoints.

## Population et société
Les habitants de la commune sont appelés les Rauvillais.

### Démographie
L'évolution du nombre d'habitants est connue à travers les recensements de la population effectués dans la commune depuis 1793. Pour les communes de moins de 10 000 habitants, une enquête de recensement portant sur toute la population est réalisée tous les cinq ans, les populations de référence des années intermédiaires étant quant à elles estimées par interpolation ou extrapolation. Pour la commune, le premier recensement exhaustif entrant dans le cadre du nouveau dispositif a été réalisé en 2005.
En 2022, la commune comptait 1 091 habitants, en évolution de −5,05 % par rapport à 2016 (Manche : −0,31 %, France hors Mayotte : +2,11 %).
Rauville-la-Bigot avait compté jusqu'à 1 070 habitants en 1841, maximum dépassé à la fin des années 2000.
| 1793 | 1800 | 1806 | 1821 | 1831 | 1836  | 1841  | 1846  | 1851  |
| ---- | ---- | ---- | ---- | ---- | ----- | ----- | ----- | ----- |
| 781  | 755  | 866  | 897  | 940  | 1 039 | 1 070 | 1 006 | 1 000 |

| 1856 | 1861 | 1866 | 1872 | 1876 | 1881 | 1886 | 1891 | 1896 |
| ---- | ---- | ---- | ---- | ---- | ---- | ---- | ---- | ---- |
| 942  | 993  | 941  | 878  | 844  | 865  | 840  | 816  | 753  |

| 1901 | 1906 | 1911 | 1921 | 1926 | 1931 | 1936 | 1946 | 1954 |
| ---- | ---- | ---- | ---- | ---- | ---- | ---- | ---- | ---- |
| 747  | 763  | 746  | 765  | 752  | 770  | 708  | 765  | 724  |

| 1962 | 1968 | 1975 | 1982 | 1990 | 1999 | 2005  | 2006  | 2010  |
| ---- | ---- | ---- | ---- | ---- | ---- | ----- | ----- | ----- |
| 727  | 663  | 646  | 742  | 823  | 860  | 1 024 | 1 036 | 1 188 |

| 2015  | 2020  | 2022  | - | - | - | - | - | - |
| ----- | ----- | ----- | - | - | - | - | - | - |
| 1 155 | 1 097 | 1 091 | - | - | - | - | - | - |

### Manifestations culturelles et festivités
La fête champêtre de Rauville a lieu le dernier dimanche du mois d'août. Des chars sont confectionnés par les villageois. Défilé, feu d'artifice, retraite aux flambeaux, fête foraine et aubades sont au programme.

## Culture locale et patrimoine

### Lieux et monuments
- Église Notre-Dame des XIIe, XVIIIe – XXe siècles avec une flèche en pierre. Refaite au XVIIIe siècle, elle abrite une Vierge à l'Enfant du XIVe, une croix-reliquaire de la Vraie Croix du XIVe siècle, une statue de sainte Barbe du XIVe siècle et un tableau du XIVe siècle La Délivrance de saint Pierre ès Liens, un baldaquin d'autel du XVIIIe siècle et un autel latéral nord classés au titre objet aux monuments historiques[38], ainsi qu'une verrière des XIXe-XXe de Lorin et Hucher[39].
- Château de la Chesnée des XVIe – XIXe siècles reconstruit au XVIe siècle par la famille Symon et restauré en 1866[40]. Au début du XXe siècle il est la possession de Raymond Le Marchand (1859-1932) qui sera maire de Rauville-la-Bigot de 1887 à 1909. L'édifice se présente sous la forme d'une enceinte quadrangulaire flanquée de trois tours d'angles et d'un logis principal[39].
- Ferme-manoir de Saint-Laurent et du Frêne.
- Dix croix de chemin des XVIIe – XIXe siècles dont celle de la Chesnaye des XVIe – XVIIe siècles.
- Croix de cimetière et dalle funéraire à croix nimbée (Moyen Âge).

### Héraldique
| Blason de Rauville-la-Bigot | Blason  | D'azur au chevron accompagné, en chef, de deux têtes de lion arrachées et, en pointe, d'un cœur, le tout d'or.                                                                                           |
| Blason de Rauville-la-Bigot | Détails | Ce blason est emprunté aux armoiries de la famille Le Pesant de Boisguilbert (en extinction, marquis de Boisguilbert), propriétaire du château de la Chesnée, à Rauville[réf. nécessaire]. Non officiel. |